# Ischioscia marmorata
Ischioscia marmorata är en kräftdjursart som beskrevs av Klaus Ulrich Leistikow2000. Ischioscia marmorata ingår i släktet Ischioscia och familjen Philosciidae. Inga underarter finns listade i Catalogue of Life.